# 오늘이
〈오늘이〉는 이성강 감독이 제작한 단편 애니메이션이다. 제주도 신화《원천강본풀이》를 소재로 다루고 있다. 성우 김희선, 김서영, 하성용이 주인공들의 목소리를 담당하였다.

## 줄거리
계절의 향기와 바람이 시작되는 곳을 사람들은 원천강이라고 불렀다. 그곳에서 여의주와 커다란 학 야아와 살던'오늘이'라는 소녀는 한 밤에 침입자들로부터 납치당한다(그리고 야아는 화살을 맞는다.). 배가 난파되고 홀로 어딘지 모르는 섬에 떨어진 소녀는 행복했던 원천강으로 돌아가기 위해 길을 나선다. 457,825권의 책을 읽은 소녀 매일이와 꽃봉오리가 많은데도 하나만 꽃이 핀 연꽃나무, 머리 위에 비구름을 달고 다니는 소년 구름이와 아무리 여의주를 모아도 승천하지 못하는 이무기를 차례대로 만난다. 오늘이가 깨진 얼음 사이로 떨어지는 그때, 여의주를 많이 모았는데도 승천이 되지 못한 이무기는 들고 있던 여의주를 버리고 오늘이를 구한다. 그리고는 드디어 승천했다. 매일이와 구름이는 만나 맨먼저 키스를 하고 행복한 시간을 보낸다., 연꽃나무는 자신의 꽃 한 송이가 꺾이자 남은 꽃봉오리에서 꽃이 활짝 피었다. 오늘이는 다시 원천강으로 돌아가 야아, 여의주와 행복하게 산다.

## 등장인물
- 오늘이
- 이무기
- 매일이
- 구름이

## 성우
- 오늘이 - 김서영
- 매일이/구름이 - 김희선
- 이무기 - 하성용